# George Leo Watson
George Leo Watson (* 13. Dezember 1909 in Whitby; † 9. Januar 1988 in London) war ein britischer Mathematiker, der sich mit Zahlentheorie beschäftigte.
Watson besuchte das Trinity College der Universität Cambridge ab 1927, wo er bei S. Pollard und A. S. Besicovitch studierte. Nach dem Abschluss 1930 ging er als Verwaltungsbeamter nach Indien (District Commissioner in Nagpur). Dort studierte er als Freizeitbeschäftigung die Zahlentheorie Bücher von Leonard Dickson und begann sich selbst mit Zahlentheorie zu beschäftigen. Nach der Unabhängigkeit Indiens kehrte er 1948 nach Großbritannien zurück und lehrte am Acton Technical College in Süd-London (später Teil der Brunel University). 1951 erregte er Aufmerksamkeit für einen neuen Beweis des 7-Kuben-Theorems (Watson, A proof of the seven cubes theorem, Journal London Mathematical Society, Bd. 26, 1951, S. 153–156), der erheblich einfacher als der von Juri Linnik von 1941 war. Das Theorem besagt, dass jede genügend große natürliche Zahl als Summe von sieben nicht-negativen Kuben darstellbar ist. 1953 wurde er an der University of London promoviert. Harold Davenport sorgte dafür, dass er Lecturer am University College London wurde. Ab 1961 war er dort Reader, ab 1970 Professor. 1977 emeritierte er.
1968 erhielt er den Senior Berwick-Preis der London Mathematical Society (LMS) für drei seiner zahlentheoretischen Arbeiten (Diophantine equations reducible to quadratics, Proc. LMS, Bd. 17, 1967, S. 26–44, Non-homogeneous cubic equations, ibid., S. 271–295, Asymmetric inequalities for indefinite quadratic forms, Proc. LMS Bd. 18, 1968, S. 95).